# 輕子時期
輕子時期是物理宇宙學在宇宙演化早期的一個時期，這時的宇宙是由輕子這種物質主導。他大概開始於大爆炸之後1秒，在多數的強子和反強子相互湮滅的強子時期的尾端。在輕子時期的宇宙溫度仍然夠高，足以生成輕子/反輕子對，因此輕子和反輕子對仍然維持著熱平衡。大約在大爆炸之後10秒鐘，宇宙的溫度已經降低到輕子和反輕子對不再能產生。多數的輕子和反輕子在湮滅的反應中被消除了，只殘餘下少數的輕子。當電磁交互作用力由電弱交互作用中被獨立出來時，宇宙的物質由光子主導，開始進入光子時期。